# Weinstock's
Weinstock's, oorspronkelijk Weinstock, Lubin, and Co., was een Amerikaanse warenhuisketen met het hoofdkantoor in Sacramento, Californië. 

## Geschiedenis
De keten werd opgericht door Harris Weinstock en zijn halfbroer, David Lubin. In 1949 werd de keten gekocht door Hale's en werd onderdeel van Broadway-Hale Stores, later Carter Hawley Hale. In 1978 breidde Weinstock's uit naar Utah door de vestiging van haar zusterketen The Broadway op Fashion Place in Murray om te dopen naar Weinstock's. Later volgden er nog twee winkels in Ogden en Salt Lake City. In 1991 werden de activiteiten van Weinstock overgenomen door de zusterketen The Emporium. In 1993 sloot Weinstock's zijn drie winkels in Utah. 
De keten werd in 1995 overgenomen door Federated Department Stores (nu Macy's, Inc.), waarna de meeste Weinstock-winkels werden omgebouwd tot Macy's-filialen. Een aantal van de overgebleven winkels werden gesloten of verkocht, waaronder twee aan Gottschalks, in de Vintage Faire Mall in Modesto en in de Fashion Fair in Fresno. Dit bracht Dillard's ook voor het eerst naar Californië met een nieuwe winkel, gebouwd op de voormalige locatie van Weinstock in de Weberstown Mall in Stockton.